# Monique van der Vorst
Monique van der Vorst (ur. 20 listopada 1984 w Goudzie, Holandia) – holenderska kolarka, do niedawna niepełnosprawna.
Dwukrotna wicemistrzyni paraolimpijska z Pekinu w 2008. Trzykrotna mistrzyni świata. Jej trenerem jest Martin Truijens.
W marcu 2010, na jednym z treningów, jadąc na swoim rowerze inwalidzkim zderzyła się z kolegą i trafiła do szpitala, gdzie zaczęła odzyskiwać czucie w sparaliżowanych nogach. Po kilku miesiącach ciężkiej rehabilitacji Monique mogła zostawić wózek i stanąć na własnych nogach. Lekarze nie potrafią wytłumaczyć jej przypadku. Nieoczekiwanie odzyskane zdrowie i ciężka rehabilitacja pozwoliły Monique przestać marzyć o tym, żeby za dwa lata powalczyć o złoty medal na igrzyskach paraolimpijskich w Londynie. Postanowiła nadal ciężko trenować i rywalizować, ale tym razem z pełnosprawnymi sportowcami. Monique brała udział w maratonie. Rozpoczęła również treningi na rowerze szosowym na tyle skuteczne, że doprowadziły ją do podpisania kontraktu z renomowaną, zawodową żeńską grupą kolarską Rabobank.

## Medale Igrzysk Paraolimpijskich

### 2008
- Srebro - Kolarstwo - trial na czas - HC A/B/C
- Srebro - Kolarstwo - wyścig uliczny - HC A/B/C